# Katarzyna ma katar
Katarzyna ma katar – trzeci singiel zespołu Pidżama Porno promujący płytę Ulice jak stygmaty – absolutne rarytasy. Singiel został wydany w ograniczonym nakładzie (każdy egzemplarz jest numerowany) przez S.P. Records w 1998 roku (SP-S-63).

## Lista utworów
1. Katarzyna ma katar – radio mix - 3:05
2. Katarzyna ma katar – instrumental - 3:05
3. Katarzyna ma katar – live '98 Eskulap - 3:14
4. Katarzyna ma katar – wersja ciemna - 3:05